# Wiktor Wąsik

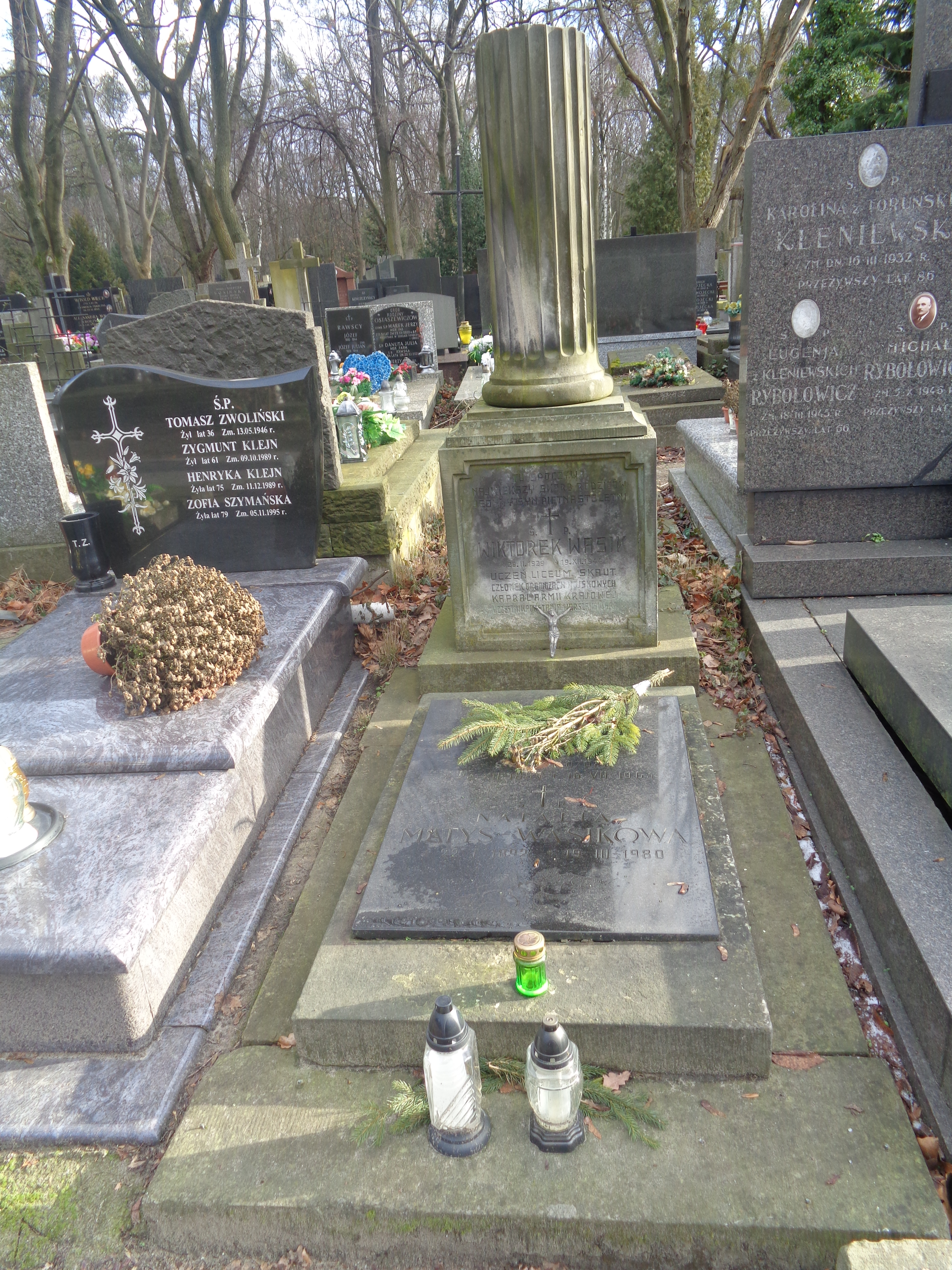
Grób Wiktora Wąsika na cmentarzu Powązkowskim

Wiktor Wąsik (ur. 23 grudnia 1883 w Warszawie, zm. 16 lipca 1963 tamże) – polski historyk filozofii i pedagogiki, profesor zwyczajny. Nauczyciel akademicki wielu uczelni. Prowadził badania nad historią filozofii polskiej, zwłaszcza recepcją arystotelizmu.

## Życiorys
Ukończył studia filozoficzne w Uniwersytecie Warszawskim i Uniwersytecie Jagiellońskim. W UJ uzyskał w 1909 stopień doktora filozofii na podstawie rozprawy pt. Kategorie Arystotelesa pod względem historycznym i systematycznym. W 1929 otrzymał habilitację na Uniwersytecie Warszawskim.
W okresie międzywojennym był nauczycielem szkół średnich w Warszawie i Łodzi. W latach 1920–1925 prowadził zajęcia w Państwowym Instytucie Pedagogicznym. Od 1923 był profesorem historii pedagogiki w Wolnej Wszechnicy Polskiej. Tam w 1937 został profesorem zwyczajnym. Od 1926 wykładał także na Uniwersytecie Warszawskim.
Podczas okupacji hitlerowskiej został 10 listopada 1939 został aresztowany przez gestapo i przez 3 miesiące więziono go na Pawiaku. Był dziekanem tajnego Wydziału Pedagogicznego Wolnej Wszechnicy Polskiej. Na WWP pracował do jej rozwiązania w 1949. 
W latach 1945–1950 był profesorem Uniwersytetu Łódzkiego, gdzie wykładał filozofię i pełnił funkcję kierownika Katedry Filozofii w Polsce. Organizował tam jako dziekan Wydział Pedagogiczny. Od 1951 do 1955 był nauczycielem akademickim Katolickiego Uniwersytetu Lubelskiego (wykładał tam historię filozofii), a następnie, od 1955 do 1963, profesor Akademii Teologii Katolickiej w Warszawie (kierownik Katedry Historii Filozofii na Wydziale Filozofii Chrześcijańskiej).
W latach 1922–1925 był redaktorem naczelnym czasopisma „Przegląd Humanistyczny”.
Spoczywa na cmentarzu Powązkowskim w Warszawie (Kwatera 142, Rząd 6, Miejsce 8).

## Dzieła

### Własne
- Kategorie Arystotelesa pod względem historycznym i systematycznym, Warszawa 1909,
- Sebastian Petrycy z Pilzna i epoka. (Ze studiów nad dziejami filozofii w Polsce i recepcją Arystotelesa), t. I–III, Warszawa 1923–1935,
- Historia filozofii polskiej, t. I–II, Warszawa 1959–1966,
- System pedagogiczny Sebastiana Petrycego z Pilzna, Warszawa 1968[1].

### Tłumaczenia
- Arystoteles, Organon. Pierwszy traktat: Kategorie, Warszawa 1912,
- Sebastian Petrycy z Pilzna, Pisma wybrane, t. I-II, Warszawa 1956.